# Westhafen (Berlin)

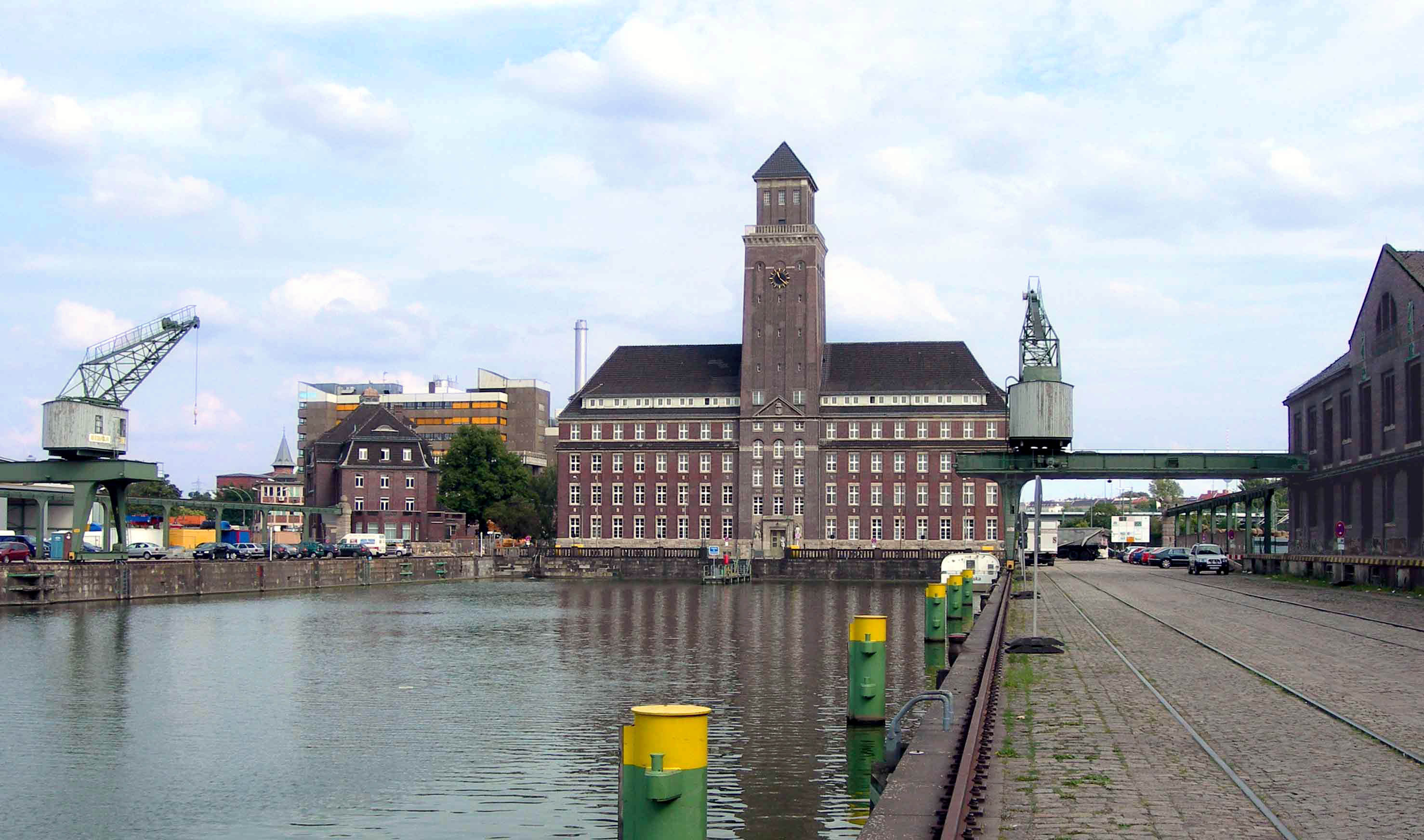
Hafenbecken und BEHALA-Verwaltungsgebäude mit dem 52 Meter hohen Turm

Der Westhafen ist ein Binnenhafen im Berliner Ortsteil Moabit des Bezirks Mitte.

## Beschreibung

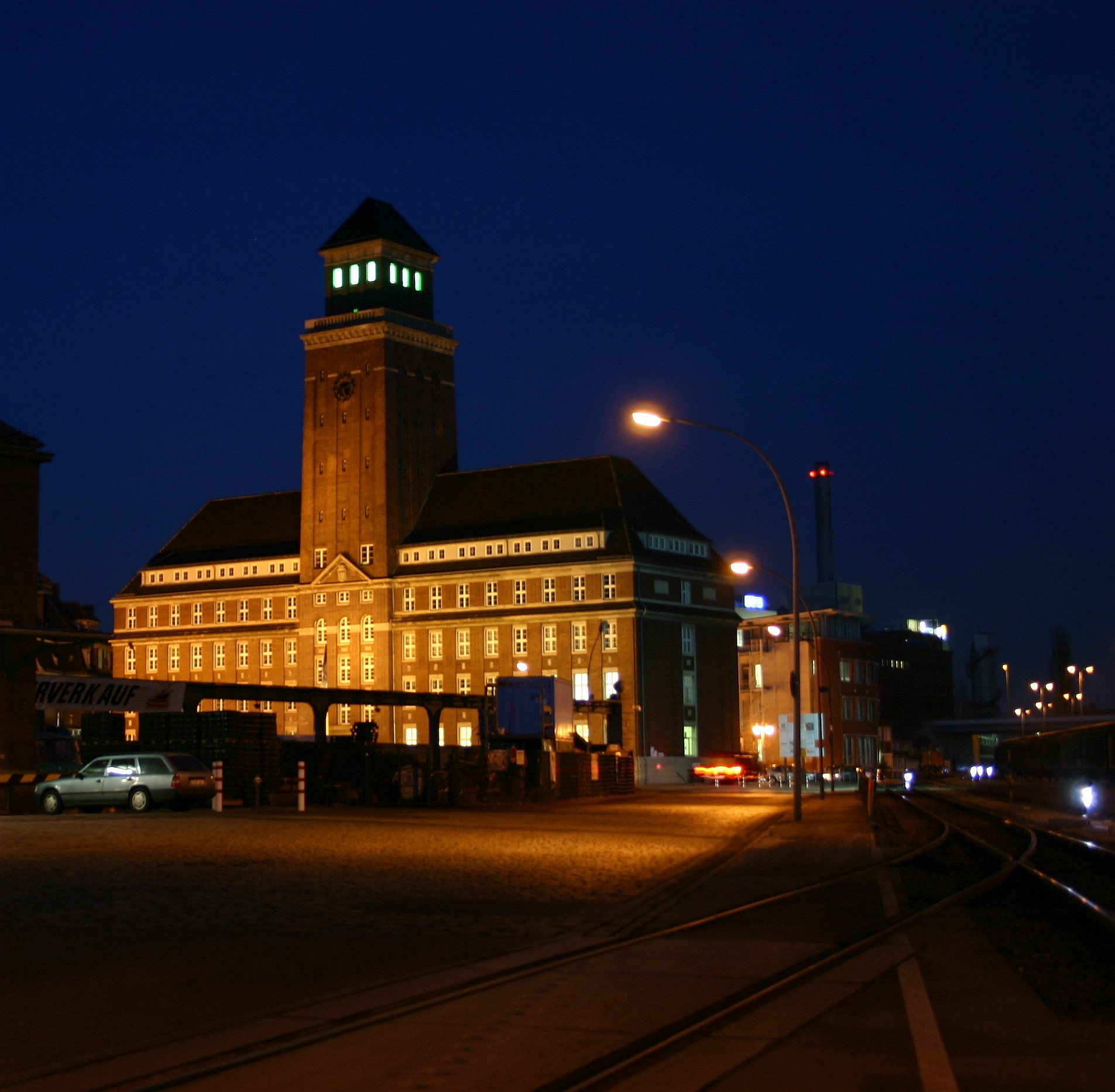
Das Verwaltungsgebäude der BEHALA bei Nacht

Der Westhafen ist mit einer Fläche von 430.000 Quadratmetern der größte Hafen der Stadt. Er gliedert sich in zwei parallel angelegte Hafenbecken. Über den Westhafenkanal und den Berlin-Spandauer Schifffahrtskanal (in westlicher Richtung Hohenzollernkanal genannt) ist er mit Spree und Havel verbunden und darüber in das überregionale Wasserstraßennetz zwischen Elbe und Oder integriert. Der Westhafen ist ein bedeutender Umschlag- und Lagerplatz für die Binnenschifffahrt. Für den Weitertransport der Güter mit der Bahn ist er über den Hamburger und Lehrter Güterbahnhof und den Güterbahnhof Moabit unter anderem an die Berliner Ringbahn angeschlossen. Über die Stadtautobahn A 100 erfolgen An- und Abtransport der Waren per Lkw. Mit den Bahnhöfen Westhafen und Beusselstraße stehen S- und U-Bahn für den öffentlichen Personennahverkehr zur Verfügung.
Westlich der Beusselstraße befindet sich der Berliner Großmarkt mit Fleischgroßmarkt und Fruchthof.

## Geschichte

### Planung und Anlage zu Beginn des 20. Jahrhunderts

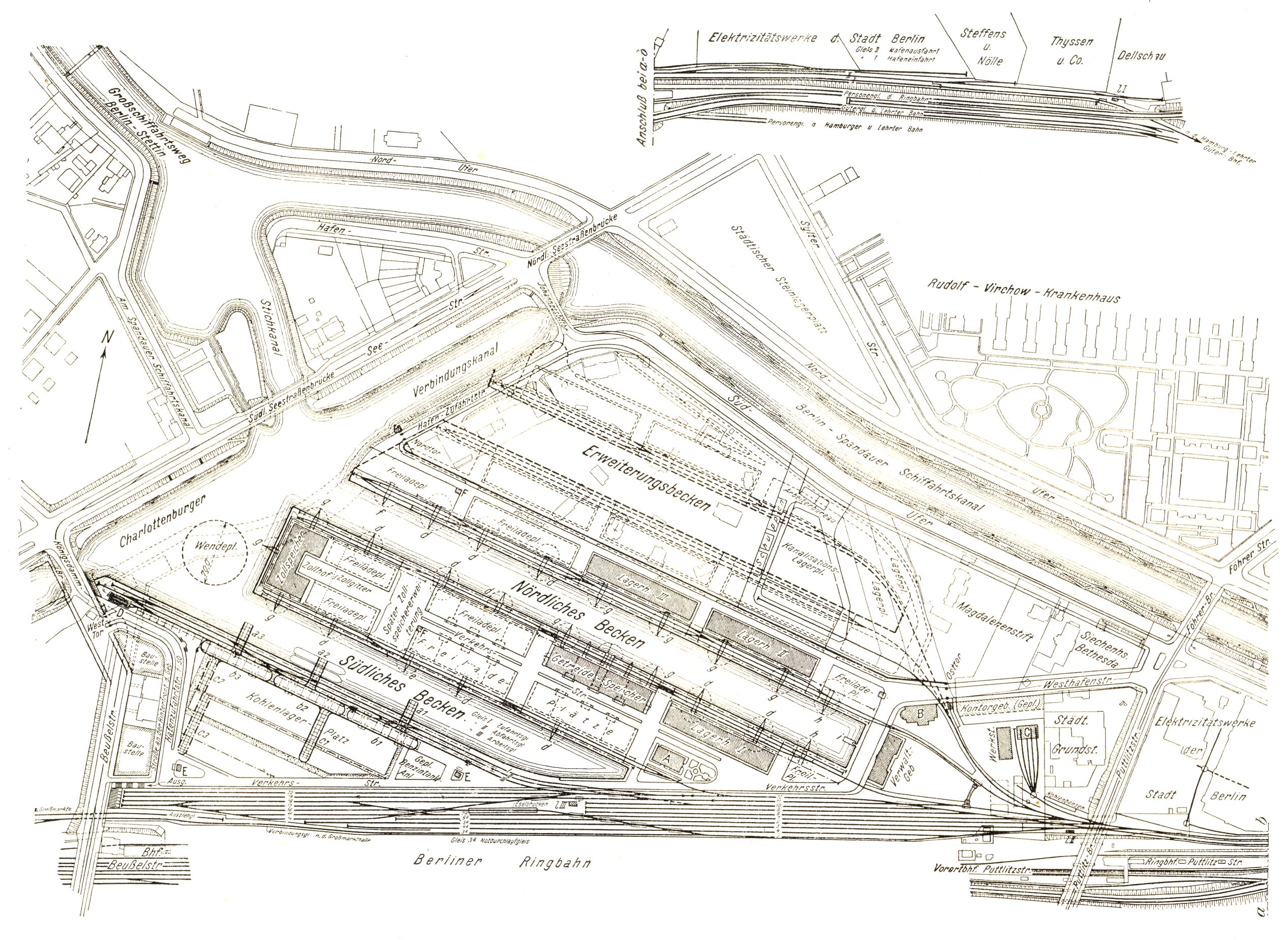
Lageplan von 1923

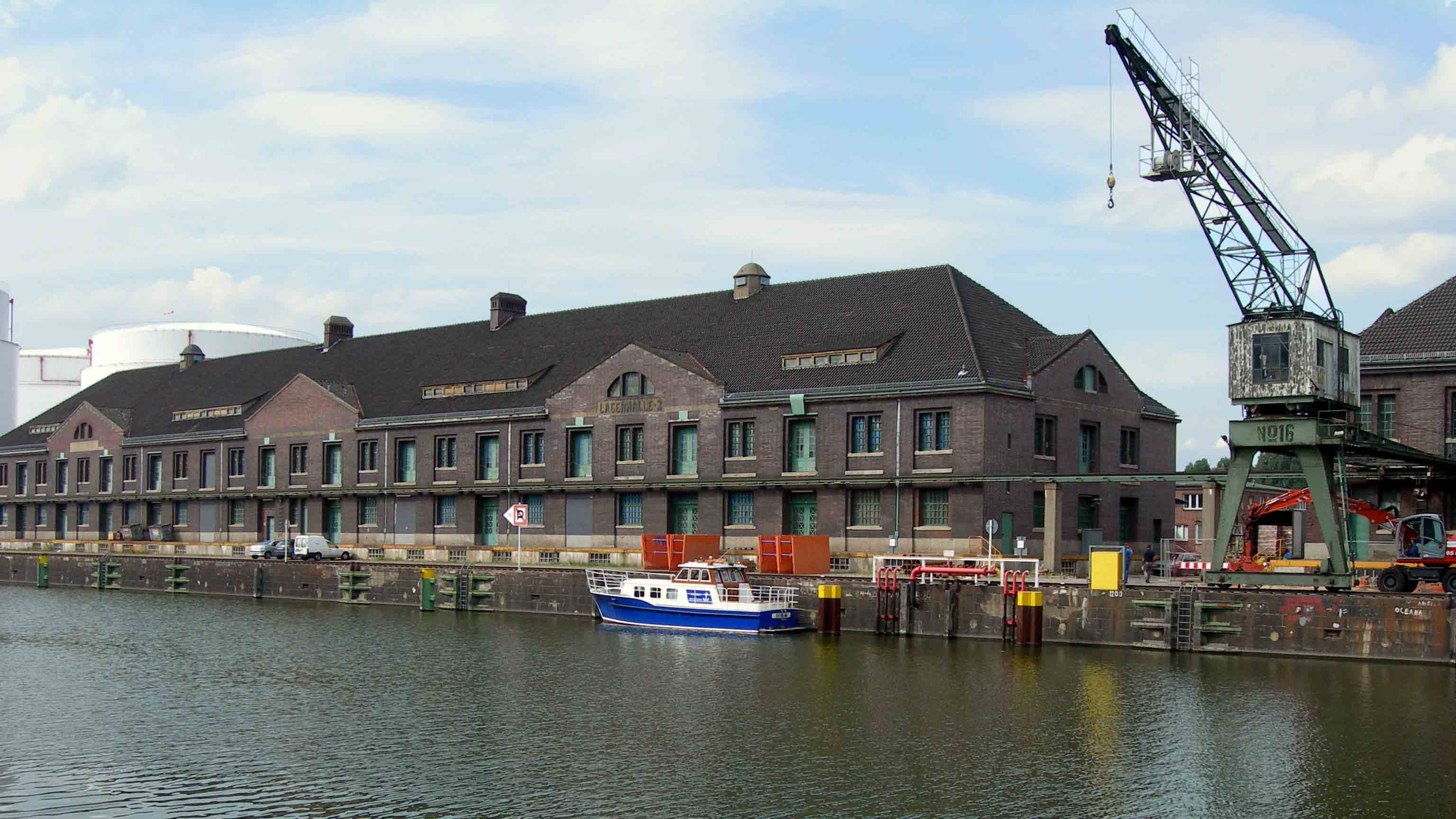
Lagerhalle im Westhafen

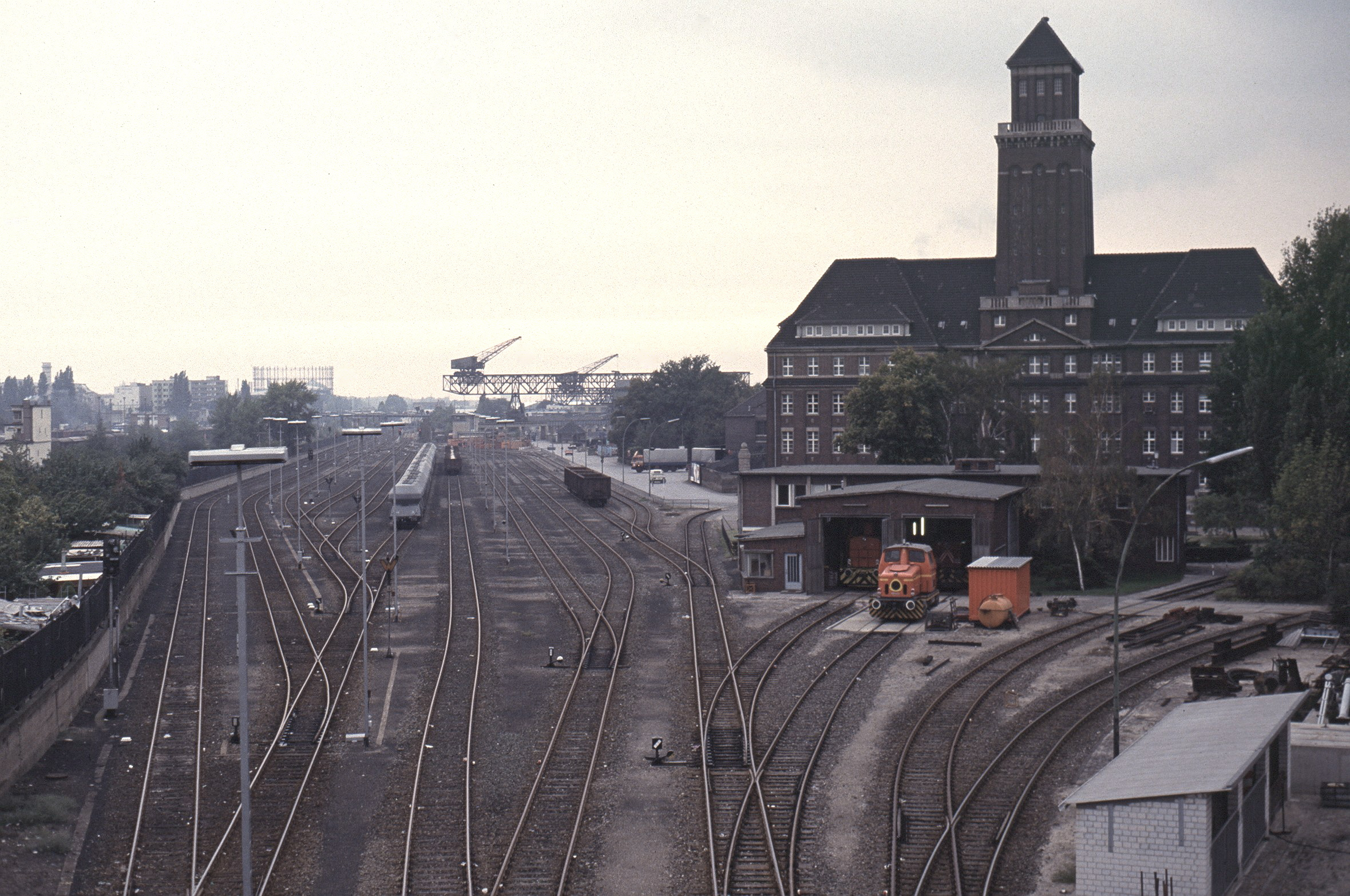
Güterbahnhof, Verwaltungsgebäude und Lokschuppen, 1992

Nachdem erste Planungen bereits um 1900 erstellt wurden, erwarb die Stadt Berlin 1906 das benötigte Gelände vom Evangelischen Johannesstift, das damals noch in Plötzensee angesiedelt war. Der Bau des Westhafens begann nach langwieriger Vorbereitung und gegen den anfänglichen Widerstand der Königlich-Preußischen Staatseisenbahnen erst im Jahr 1914, doch traten kriegsbedingt sogleich erhebliche Verzögerungen ein. Als Betreibergesellschaft wurde 1923 die BEHALA (Berliner Hafen- und Lagerhaus AG) gegründet. Am 3. September des gleichen Jahres konnte ein erster Teilbereich des Westhafens eingeweiht werden. Für die Planung der Gesamtanlage und die Durchführung der Tiefbauarbeiten zeichnete der Geheime Baurat Friedrich Krause verantwortlich, für einen wesentlichen Teil der Lager- und Verwaltungsgebäude, den Getreidespeicher und die Hafenanlagen der Architekt Richard Wolffenstein mit seinem Partner Wilhelm Cremer.
Mit den anschließenden Erweiterungen, insbesondere zwischen 1924 und 1927, wurde der Westhafen zum zeitweilig zweitgrößten Binnenhafen Deutschlands ausgebaut. Zwischen 1939 und 1943 erhielt der Hafen ein weiteres mächtiges Getreidesilo nach Plänen des Architekten Ernst-Erik Pfannschmidt. Zuvor gab es bereits einen Zollspeicher.
Die für Ladearbeiten erforderlichen Hafenkräne liefen auf mehreren Schienen auf beiden Seiten der Hafenbecken parallel zueinander. Die letzten vor den Lagerhallen besaßen nur eine Schiene auf der Hafenstraße, die andere war an den langen Gebäuden in Höhe der ersten Etage fest montiert, was noch heute erkennbar ist.

### Nach 1945

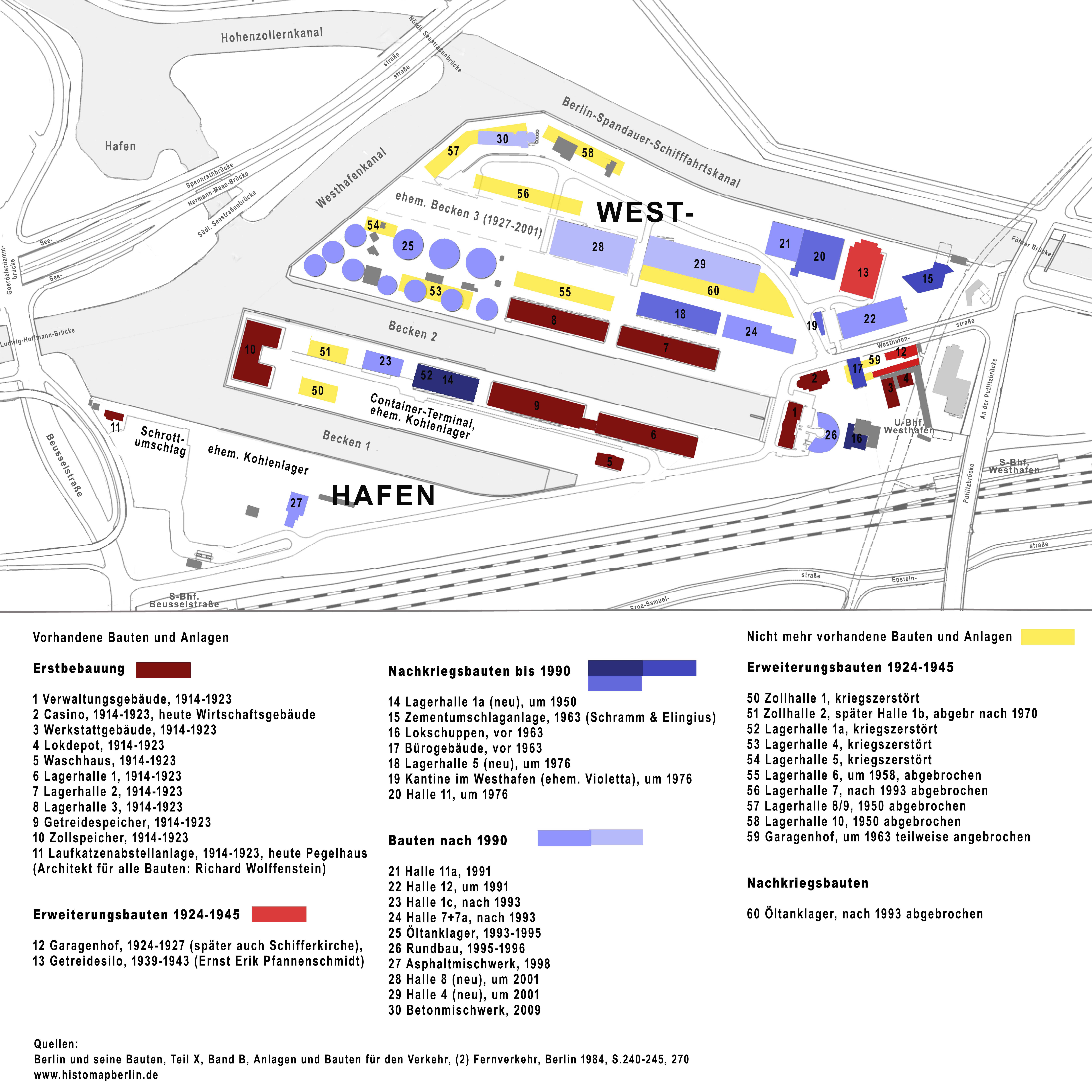
Berlin-Westhafen, Lageplan mit Eintragungen zu jetzigen und früheren Bauten und Anlagen

Nach dem Zweiten Weltkrieg waren 60 Prozent der Hafenanlagen zerstört. Von 35 Kränen waren nur noch sechs intakt, doch gingen auch diese teilweise durch Reparations-Demontage verloren. Bis 1950 wurden die Schäden beseitigt und der Westhafen anschließend für den Umschlag zwischen Binnenschiff, Eisenbahn und Lastwagen weiter ausgebaut. Bis zur Wiedervereinigung Berlins dienten die Anlagen auch der für Krisenzeiten angelegten Senatsreserve.
Im Jahr 2001 ist das jüngste der ursprünglich drei Hafenbecken wieder zugeschüttet worden, um weiteren Platz für Speditionsgebäude zu schaffen. Der Hafen hat im Rahmen des Berliner Hafenkonzepts von 2001 eine Container-Verladestation, eine Roll-on-roll-off-Anlage und eine Anlegestelle für Binnen-Kreuzfahrtschiffe erhalten. Einige der denkmalgeschützten Hafengebäude wurden modernisiert, weitere Ausbauten und Erweiterungen sind geplant oder bereits in Bau.

### Verkehrsprojekt Deutsche Einheit Nr. 17
Der Westhafen ist Bestandteil des aus ökologischen Gründen umstrittenen Verkehrsprojekts Deutsche Einheit Nr. 17. Mit dem Ausbau der Wasserstraßenverbindung Hannover–Magdeburg–Berlin können Binnenschiffe mit bis zu 2000 Tonnen und mit einer Abladetiefe von bis zu 2,8 Meter den Westhafen erreichen.

## Nutzung der Hafenanlagen
Seit 1997 nutzt die Stiftung Preußischer Kulturbesitz den größten Teil des zum Magazin umgebauten alten Getreidespeichers. Zur Stiftung Preußischer Kulturbesitz gehören auch weitere Nutzer: das Geheime Staatsarchiv sowie die Zeitungs- und die Kinder- und Jugendbuchabteilung der Berliner Staatsbibliothek.
In einigen der historischen Lagerhallen befinden sich neben Verkaufsräumen von Grossisten Möbellager und Werkstätten. Die historische Lagerhalle 1 wird als Westhafen Event & Convention Center für Veranstaltungen vermietet.
Eine derartige Umnutzung hat eine gewisse Tradition. Bereits 1926 mietete der Automobilhersteller Ford eine Lagerhalle an, in der bis zu 300 Arbeiter Kraftfahrzeuge des Modells T („Tin Lizzy“) aus Einzelteilen montierten, die beim Import niedriger besteuert wurden als komplette Autos. Die Produktion in Berlin wurde im April 1931 aufgegeben und in das neue Werk nach Köln verlegt.

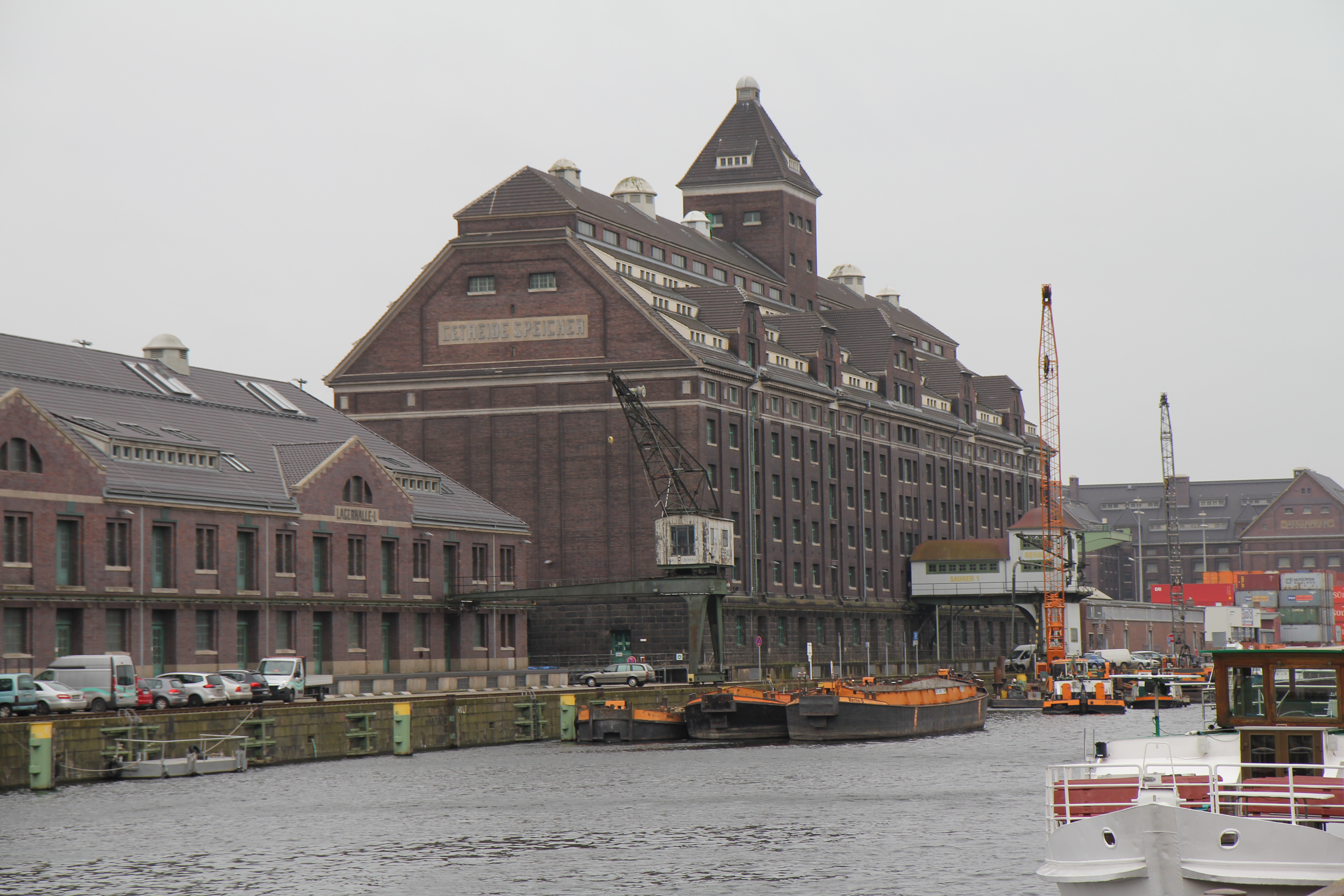
Becken 2, Lagerhalle 1 und Getreidespeicher
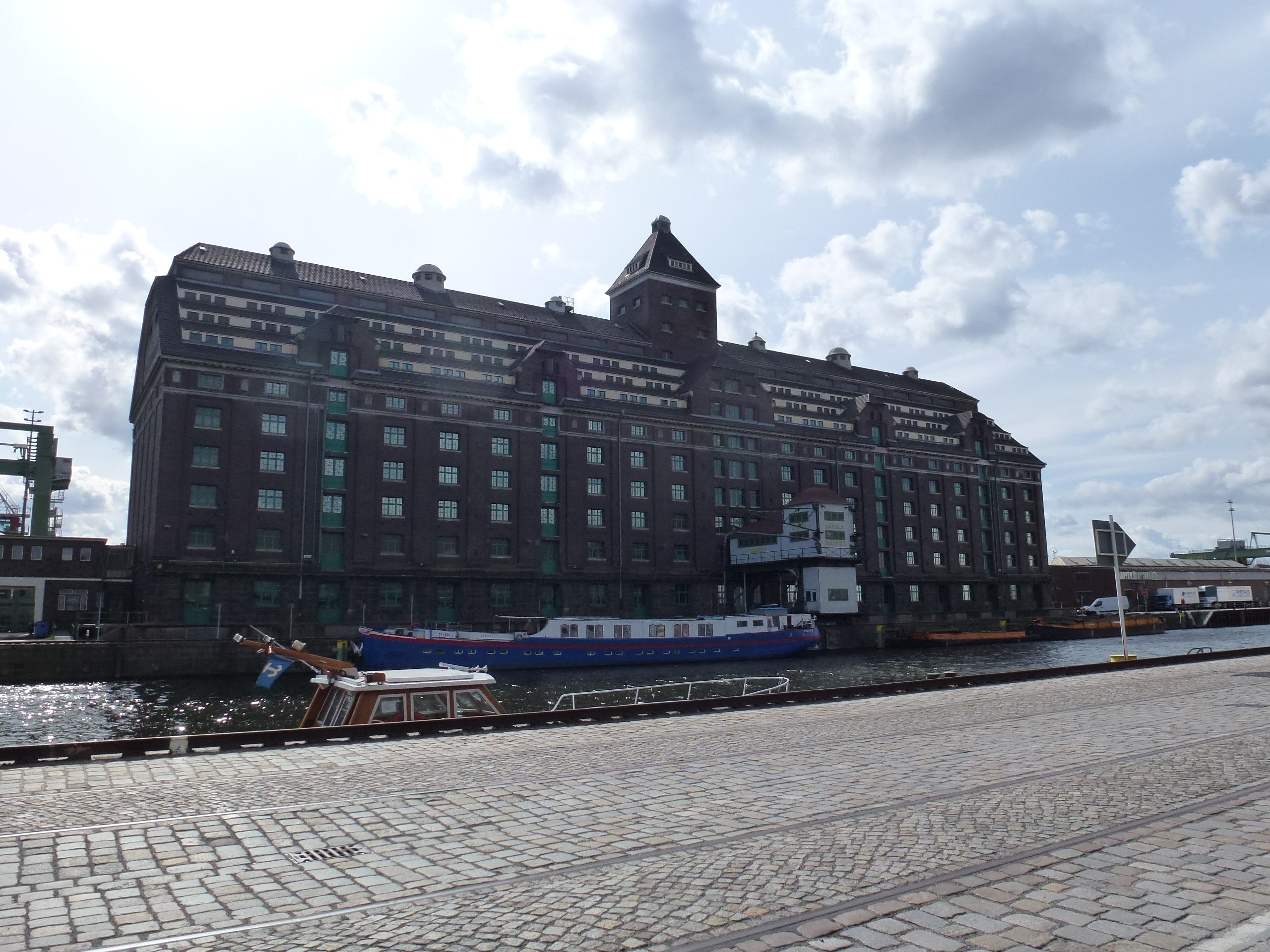
Getreidespeicher von Süden, dem Containerumschlagplatz aus gesehen
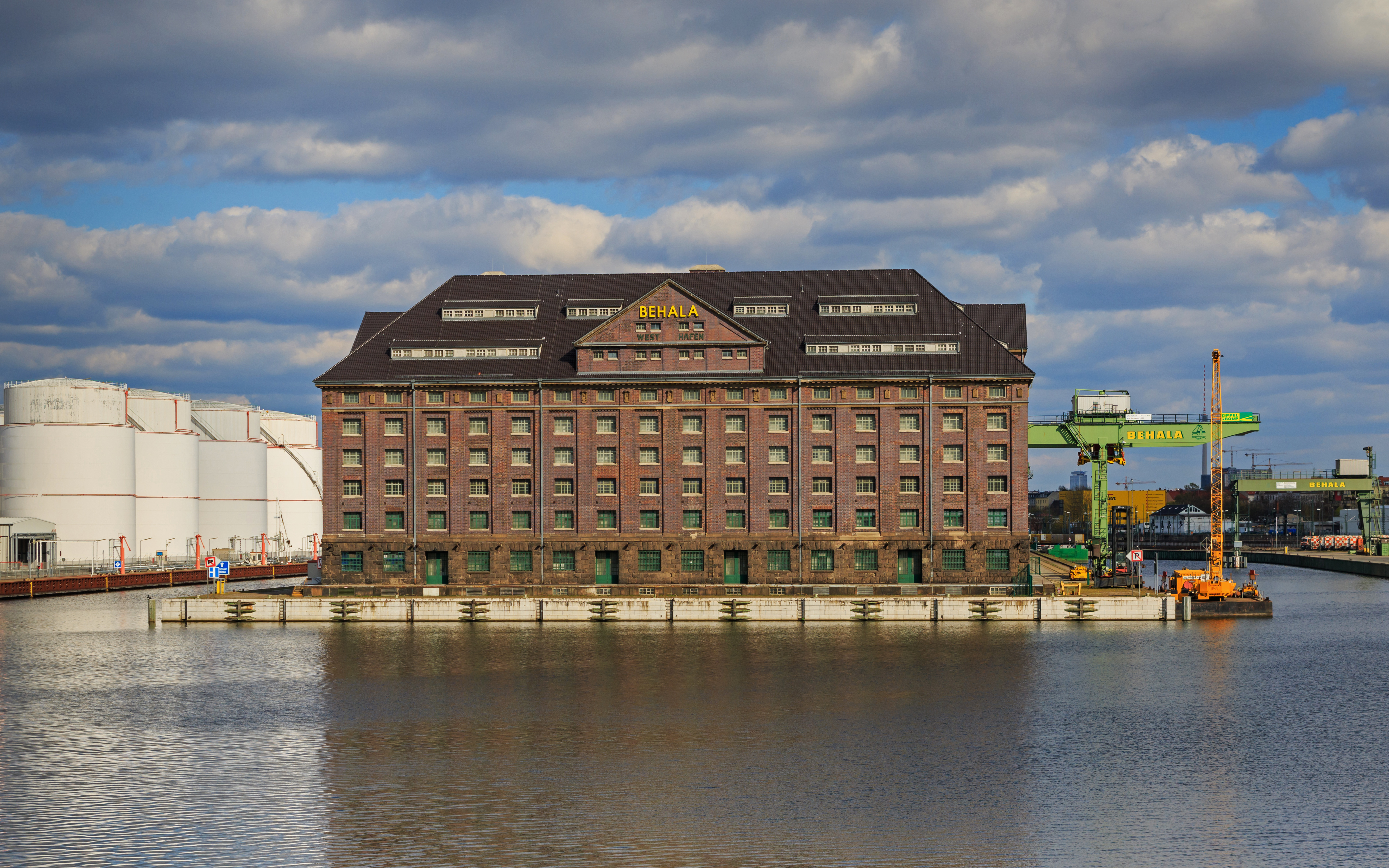
Zollspeicher

## Binnenschifferkirche

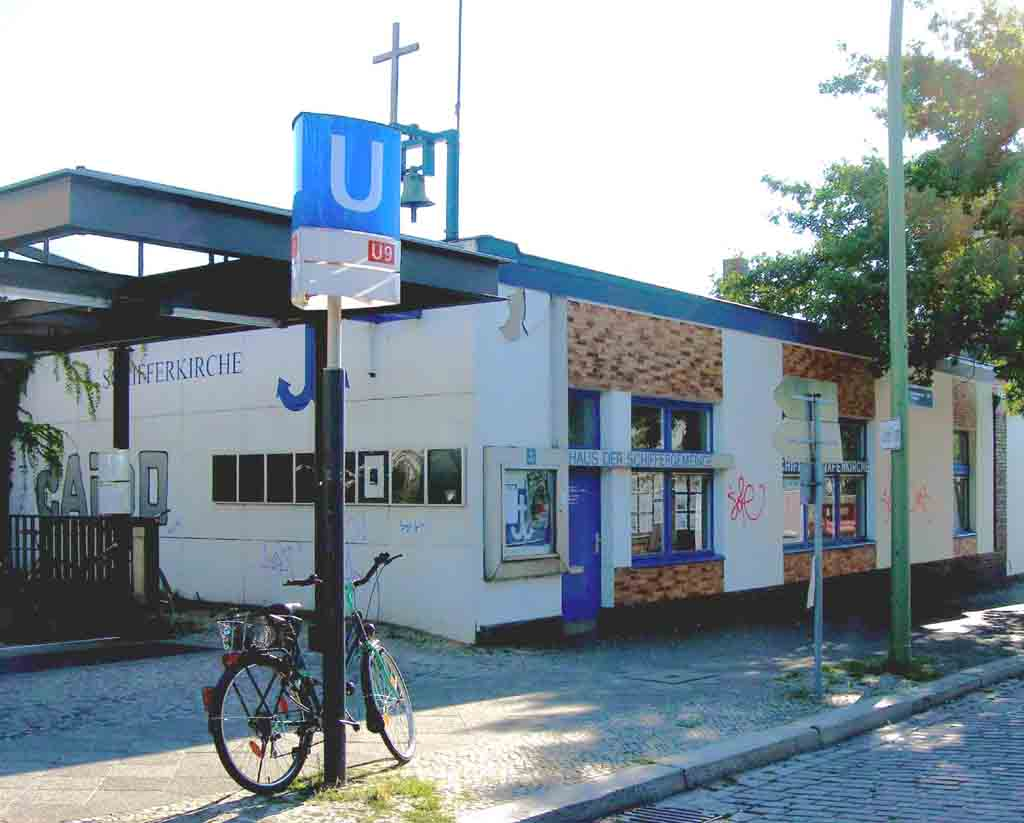
Schiffer- und Hafenkirche am Westhafen; Eingang zum U-Bahnhof Westhafen, 2006

Von 1968 bis 2009 befand sich an der Westhafenstraße 1 eine Schiffer- und Hafenkirche in einem ehemaligen Ladengebäude. Sie ist Nachfolgerin einer von der Schiffergemeinde bis 1943 genutzten schwimmenden Kirche. Im Juni 2009 zog die Gemeinde in die neu eröffnete Hafenkapelle auf dem BEHALA-Gelände um, die im Zwischengebäude neben dem Getreidespeicher eingerichtet wurde. Am 28. Januar 2017 stellte der Verein zur kirchlichen Fürsorge für die Fluß- und Kanalschiffer e. V. Berlin seine Tätigkeit ein.

## Westhafenkanal
Die bereits 1938 begonnene, drei Kilometer lange Verbindung zur Spree, zunächst Neuer Verbindungskanal, heute Westhafenkanal genannt, wurde kriegsbedingt erst 1956 fertiggestellt. Der Kanal begradigt und verkürzt den Weg zur Schleuse Charlottenburg.